# Groupe spécial d'artillerie
Le groupe spécial d'artillerie (GSA) est une unités syrienne d'artillerie des troupes spéciales du Levant, pendant la période du mandat français.
Créée en 1933 au sein du régiment d'artillerie coloniale du Levant, il participe à la campagne de Syrie pendant la Seconde Guerre mondiale. 

## Création et différentes dénominations
- 1933 : formation du groupe spécial d'artillerie
- 1942 : le groupe spécial d'artillerie forme les 3e et 4e groupes d'artillerie
- 1945 : les 3e et 4e groupes d'artillerie passent à l'Armée syrienne

## Historique

### Entre-deux-guerres
Le groupe spécial d'artillerie est formé le 1er janvier 1933 à partir du Ier groupe du régiment d'artillerie coloniale du Levant avec :
- la 3e batterie formée à Alep en 1932 et servant des canons de 75 portés,
- la 8e batterie formée à Antioche en 1932 et servant des canons de 65 de montagne,
- la 2e batterie formée à cette date à Deir ez-Zor par passage aux troupes spéciales de la 2e batterie du RACL et servant des canons de 65 de montagne.

La 8e batterie rejoint Alep après la création du GSA.

### Seconde Guerre mondiale
Le 1er janvier 1941, le GSA cesse d'être rattaché au RACL et rejoint le 2e régiment d'artillerie métropolitaine du Levant. Mi 1941, il compte cinq batteries (trois de canons de 75 portés, une de 65 de montagne et une de 75 de côte) : l'état-major et deux batteries à Alep, deux batteries à Lattaquié et une batterie à Deir ez-Zor.
Sous le commandement du chef d'escadron Servol, le groupe spécial d'artillerie participe avec l'armée de Vichy aux combats de juin-juillet 1941 menés contre les Britanniques et la France libre. Après l'armistice de Saint-Jean-d'Acre, les troupes spéciales sont dissoutes le 31 juillet sur ordre du général vichyste Dentz mais sont immédiatement recréées par les forces françaises libres. Les personnels syriens ayant été démobilisés, la réorganisation des batteries syriennes se prolonge jusqu'au début de l'année 1942,.
Le groupe spécial d'artillerie fournit des batteries pour les nouvelles brigades destinées à défendre le Levant. Le 16 novembre 1942, le 3e groupe d'artillerie est formé à Tripoli (au Liban) à partir des 1re, 2e et 4e batteries du GSA et le 4e groupe d'artillerie est formé à Deir ez-Zor à partir de la 3e batterie du GSA. Le 4e groupe d'artillerie est reconstitué le 1er septembre 1943 à Alep.
Début 1945 la situation est la suivante : 3e groupe à Homs avec les 7e et 10e batteries (canons de 75 portés) et 4e groupe à Alep avec les 8e et 9e batteries (75 portés). Ces deux groupes sont en réserve générale. Le 1er groupe d'artillerie du Levant est alors une unité d'artillerie pondichériens servant à la 3e brigade française indépendante, le 2e groupe est stationné à Damas et le 5e groupe est formé d'artilleurs libanais.
Les troupes spéciales de Syrie passent toutes sous plein commandement syrien le 1er août 1945.

## Insigne
L'insigne du groupe, fabriqué en Syrie, présente un croissant chargé d'un fût de canon vert, sur lequel est posé un aigle noir aux ailes éployées. L'aigle est le symbole associé à Saladin, puissant et chevaleresque sultan de Syrie à la fin du XIIe siècle. Le croissant porte une inscription arabe signifiant « La foi en notre Dieu ».
Les couleurs et le dessin changent selon les versions, peut-être pour indiquer des batteries différentes.